# John Cadwalader
John Cadwalader (Trenton, 10 gennaio 1742 – 10 febbraio 1786) è stato un generale e mercante statunitense, comandante delle truppe della Pennsylvania durante la guerra d'indipendenza americana.

## Biografia
Nato a Trenton (New Jersey) da famiglia di fede quacchera, era il figlio maggiore di Thomas Cadwalader (1707 - 1779), celebre medico protagonista nella lotta contro il vaiolo, e di sua moglie Hannah Lambert. Nel 1750 la famiglia Cadwalader si trasferì a Filadelfia dove John e suo fratello, Lambert Cadwalader, intrapresero la professione mercantile. 

Nel 1768 entrò a far parte della American Philosophical Society, e il 25 settembre 1768 sposò Elizabeth Lloyd, il cui fratello, Edward Lloyd era rappresentante per il Maryland presso il Congresso continentale.